# Themistoclesia woytkowskii
Themistoclesia woytkowskii är en ljungväxtart som beskrevs av Luteyn och Pedraza. Themistoclesia woytkowskii ingår i släktet Themistoclesia och familjen ljungväxter. Inga underarter finns listade i Catalogue of Life.